# Пјан де Вали (Ријети)
Пјан де Вали је насеље у Италији у округу Ријети, региону Лацио.
Према процени из 2011. у насељу је живело 194 становника. Насеље се налази на надморској висини од 1642 м.